# Немировичи-Щиты
Немировичи-Щиты (Щиты-Немировичи, Щиты; пол. Niemirowiczowie-Szczyttowie, Szczyttowie-Niemirowiczowie, Szczyttowie) — литовско-польский дворянский род герба «Ястржембец», происходивший из Великого княжества Литовского.

## История семьи
Родоначальником род был Ян Немира из Вселюба, конюший великого князя литовского Витовта и наместник полоцкий, который вместе с 46 другими литовскими вельможами-католиками принимал участие в заключении в Городельской унии с Польским королевством в 1413 году. Литовские сановники получили польские гербы. Наместник полоцкий Ян Немира получил герб «Ястржембец» от епископа краковского и канцлера коронного Войцеха Ястшембца и его племянника, каштеляна бжезинского Мартина Лубнице.
В настоящее время известны только 2 рода из 47, участвовавших в заключении Городельской унии. Это Немировичи-Щиты (потомки Яна Немиры из Вселюба) и Радзивиллы (потомки Кристина Остика из Кернова).
В XV—XV веках потомки Яна Немиры — Немировичи, принадлежали к наиболее знатным феодальным родам Великого княжества Литовского наряду с Сапегами, Радзивиллами, Кишками, Заберезенскими, Ильиничами и Глебовичами. Они участвовали в многочисленных дипломатических миссиях и получали ответственные государственные должности. Немировичи получили получили крупные земельные владения, особенно за свой вклад в воцарении династии Ягеллонов. Наместник витебский и смоленский Николай Немирович, сын Яна Немиры, был одним из литовских сановников, которые пригласили на великокняжеский престол польского королевича Казимира Ягеллончика в 1440 году.
Главной резиденцией Немировичей в тот период был Вселюб, они финансировали строительство римско-католических костёлов во Вселюбе и Ишколде, которые в настоящее время являются старейшими историческими памятниками на территории Беларуси.
На рубеже XVI—XVII веков Немировичи временно теряют своё влияние в ВКЛ из-за смерти ряда крупных представителей этого рода (бездетными скончались воевода киевский Андрей Немирович, староста черкасский и каневский Ян Немирович «Пиенко»), а также из-за убытков, понесенных семьей во время Ливонской войны и содержания Николая Николаевича Немировича-Щита в московском плену. Угасли три из четырёх линий сыновей Яна Немиры. Продолжила существовать линия маршалка господарского Яна Немировича и его сына Якуба Немировича, получившего прозвище «Щит» и принявшего двойную фамилию «Немирович-Щит».
С середины XVII века Немировичи-Щиты стали возвращаться на политическую сцену при Юстиниане Немировиче-Щите (ум. 1677), который занимал должности подкомория и подвоеводы полоцкого. От его сыновей происходят четыре линии рода:
- Кожан-городская, происходит от местечка Кожан-Городок (родоначальник Ян Кшиштоф Немирович-Щит и его сыновья Юзеф и Кшиштоф)
- Юховицкая, резиденция в Юховичах (родоначальник каштелян мстиславский Юзеф Немирович-Щит), угасла в конце XVIII века
- Таболкская, происходит от сел Таболки и Юстияново (потомки городничего полоцкого Константина Немировича-Щита), угасла в конце XIX века
- Верховская, резиденция в Верховье, (родоначальник ротмистр полоцкий Адам Немирович-Щит)

## Представители рода
- Ян Немира (умер после 1422), конюший Витовта, наместник полоцкий, родоначальник рода
- Анджей (Ардрюшка) Немирович, член великокняжеской рады, основатель костёла во Вселюбе
- Николай Немирович (ок. 1400 — до 1489), маршалок господарский, основатель костёлов в Ишколде и Несвиже
- Ян Немирович (ум. до 1465), маршалок господарский, дипломат
- Якуб Немирович «Щит» (ум. 1493/1494), маршалок господарский, староста берестейский и брянский
- Катаржина Немирович (ум. после 1505), жена Петра Кишки Струмило, основательница костёла в Церануве
- Ядвига Немирович (ум. после 1518), основательница костёла в Коркожишках
- Андрей Немирович (1462—1541), воевода киевский, гетман польный литовский
- Ежи Немирович (ум. 1533), староста кричевский
- Ян Немирович «Пиенко» (ум. 1540), наместник витебский, староста черкасский и каневский
- Ян Немирович-Щит (ум. 1519/1520), мечник великий литовский, маршалок господарский
- Николай Немирович-Щит (ум. до 1535), маршалок господарский, основатель костёла в Гранне
- Юстиниан Немирович-Щит (ум. 1677), подкоморий полоцкий, основатель францисканского монастыря и костёла в Прозороках
- Константин Марциан Немирович-Щит (ок. 1649—1712), городничий полоцкий, основатель костёла в Таболках
- Кшиштоф Бенедикт Немирович-Щит (ум. 1720), каштелян смоленский, основатель костёла босых кармелитов в Каунасе
- Юзеф Немирович-Щит (ум. 1745), каштелян мстиславский и сенатор Речи Посполитой, один из основателей монастыря босых кармелитов в Каунасе и бернардинцев в Дотнуве
- Ян Юстиниан Немирович-Щит (1705—1767), каштелян инфлянтский, сенатор
- Кшиштоф Немирович-Щит (1726—1776), полковник французской армии, генерал-майор литовских войск, камергер короля Станислава Лещинского
- Юзеф Немирович-Щит (ум. 1808/1817), каштелян брест-литовский, сенатор
- Юстиниан Немирович-Щит (1740—1824), писарь скарбовый литовский, консуляр Постоянного совета
- Адам Немирович-Щит (ум. 1752), городничий полоцкий
- Марцин Немирович-Щит (1749—1800), депутат Четырёхлетнего сейма
- Михал Немирович-Щит (ум. после 1800), камергер короля Станислава Августа Понятовского
- Кшиштоф Немирович-Щит (ум. 1790), камергер короля Станислава Августа, староста витаголский
- Юзеф Немирович-Щит (?—?), маршалок мозырьский, основатель костёла в Кожан-городке
- Феликс Немирович-Щит (1764—1793), камергер короля Станислава Августа Понятовского
- Ян Креститель Феликс Немирович-Щит (1789—1865), священник, администратор Могилевской архиепархии
- Самуил Немирович-Щит, соучредитель студенческой корпорации Konwent Polonia в 1828 году
- Леонард Немирович-Щит (1900—1940), капитан польской армии, жертва Катыни
- Казимеж Немирович-Щит (1901—1940), польский невролог и психиатр, жертва Катыни
- Кшиштоф Немирович-Щит (1893—1940), помещик, член парламента 5-го созыва в 1938—1939 годах
- Марила Ледницкая-Щит (1893—1947), польский скульптор
- Здислав Немирович-Щит (1928—2000), польский экономист и менеджер, участник Варшавского восстания, директор КОСПАР
- Катаржина Немирович-Щит, профессор сельскохозяйственных наук, биоэнергетик.

Бывшие владения Немировичей
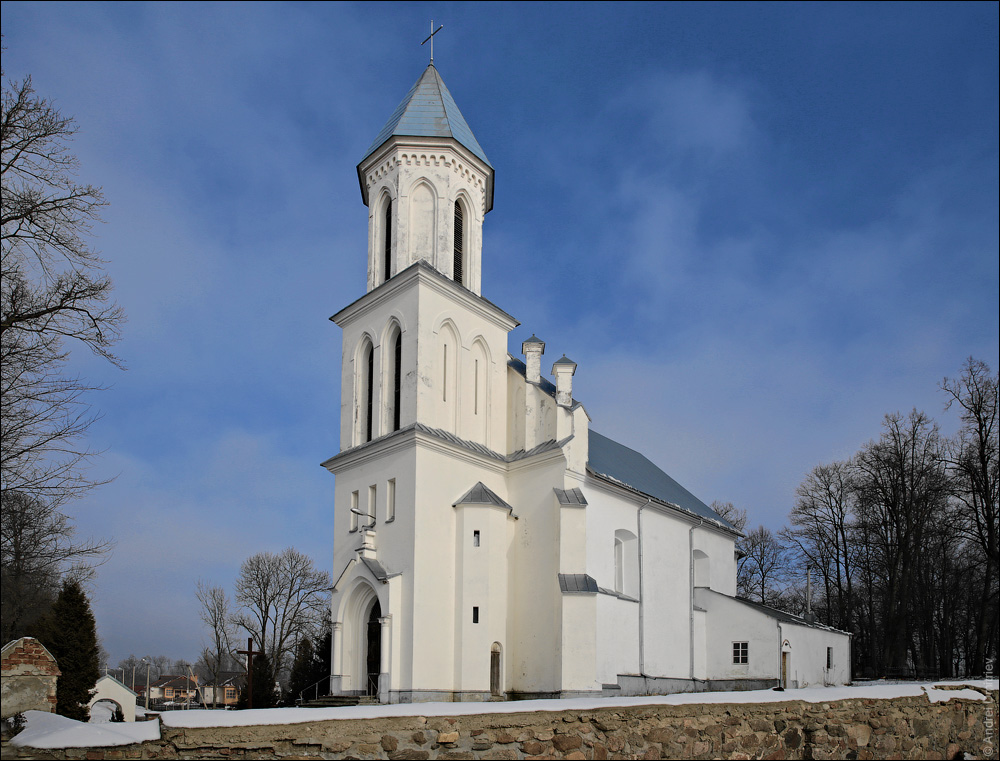
Костёл Немировичей, построенный в XV веке во Вселюбе
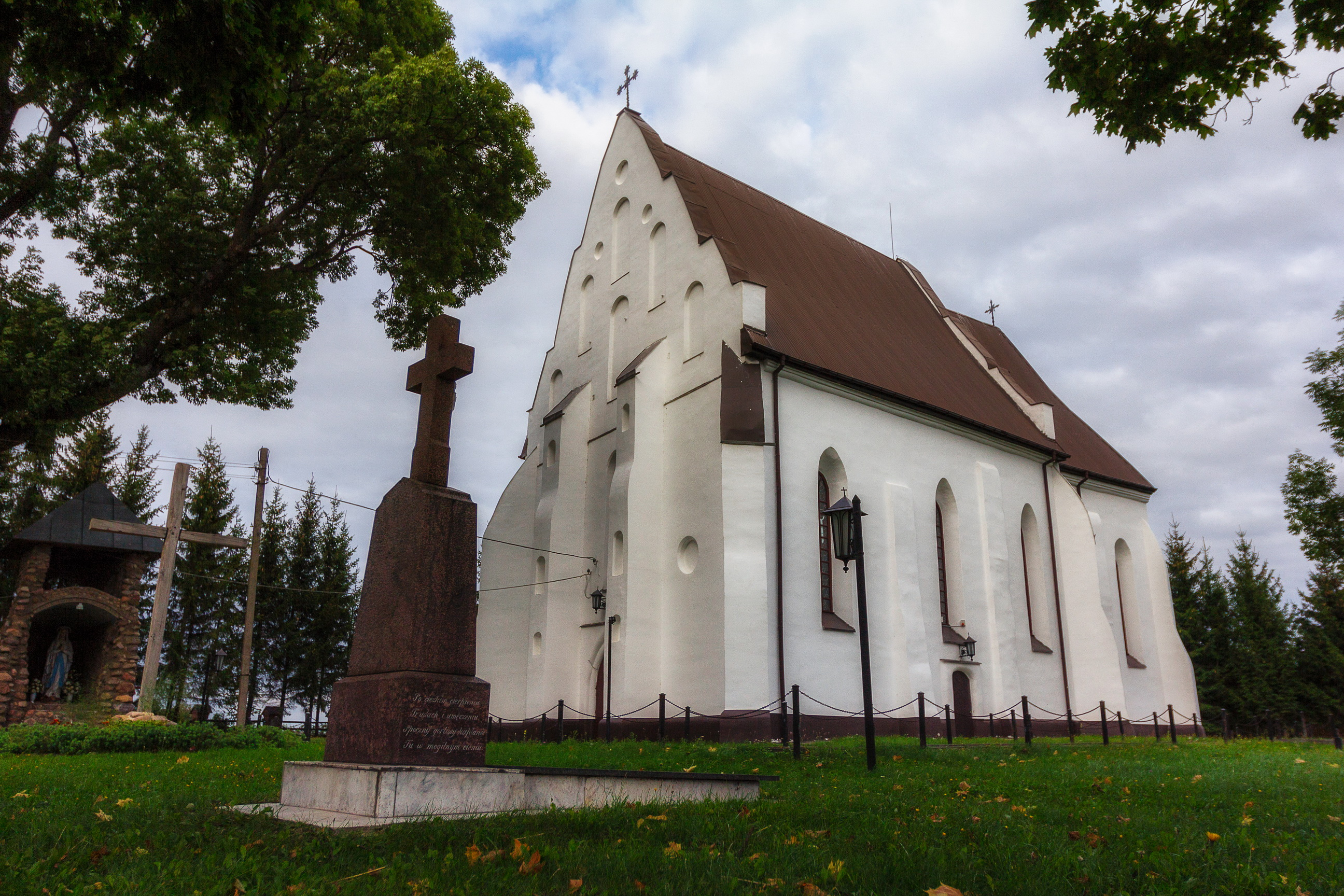
Троицкий костёл в Ишколде
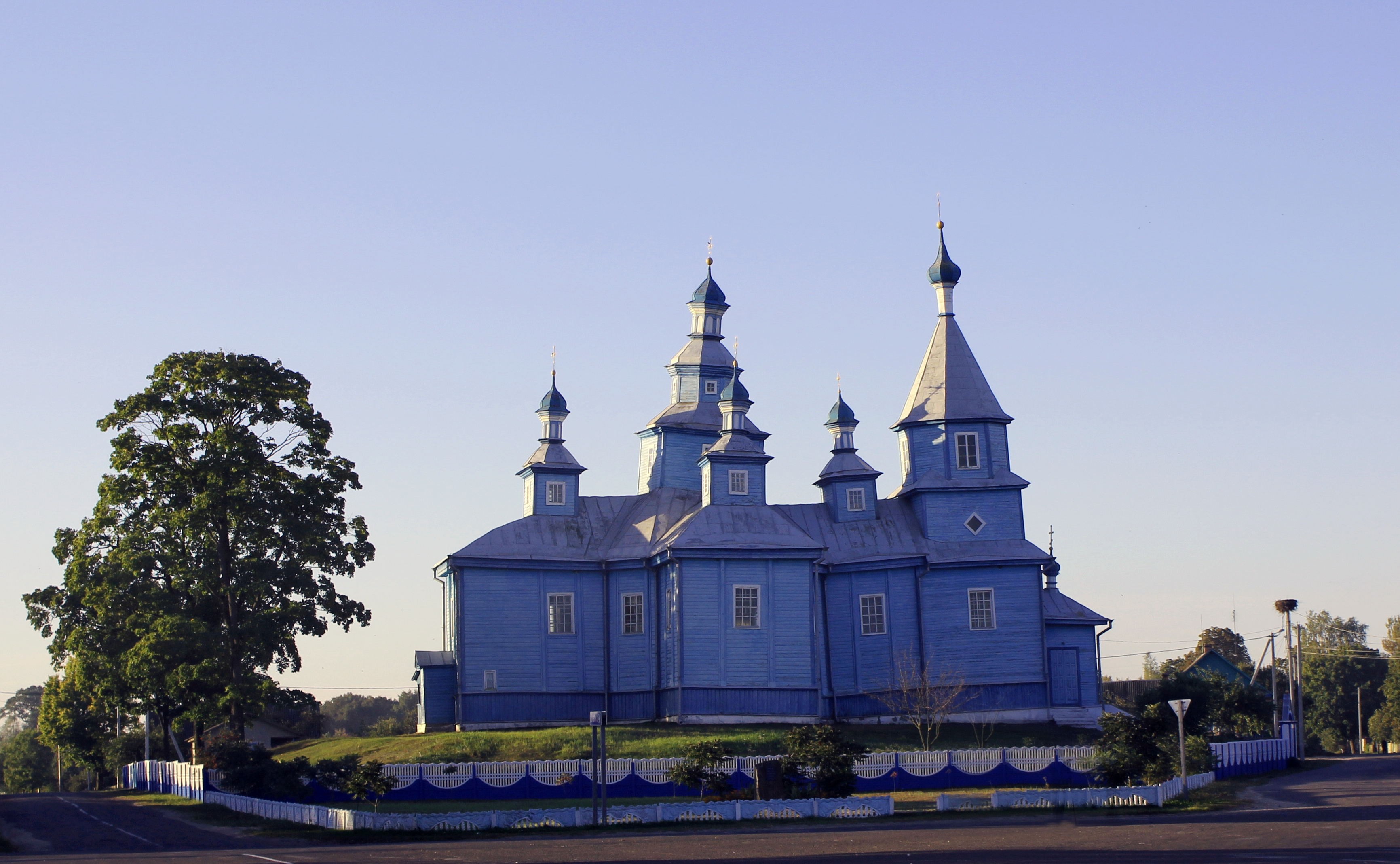
Церковь в Кожан-Городке, построена в 1818 году Юзефом и Теклой Немировичами-Щитами
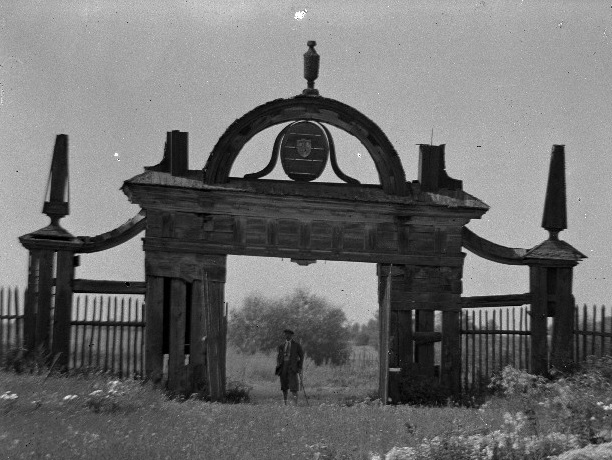
Ворота перед дворцом Немировичей-Щитов в Кожан-Городке, фотография 1930-х годов
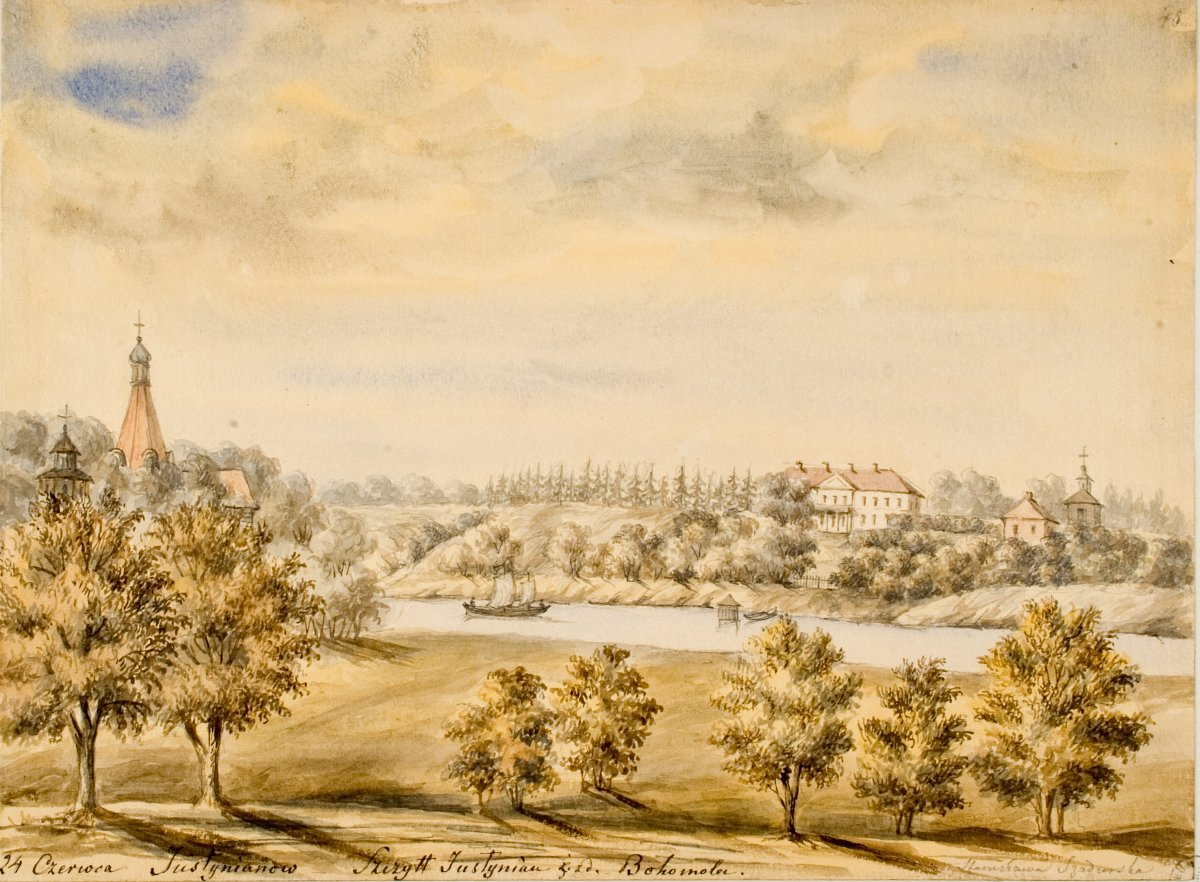
Юстияново, имение Немировичей-Щитов, акварель Наполеона Орды, между 1856 и 1883 годами

## Породненные роды
- Богомольцы